# Edward Battersby Bailey
Sir Edward Battersby Bailey  (* 1. Juli 1881 in Marsden (Kent); † 19. März 1965) war ein britischer Geologe.
Bailey studierte in Cambridge am Clare College. Er erhielt Bestnoten in den naturwissenschaftlichen Tripos-Prüfungen und war auch Schwergewichts-Boxmeister der Universität. Im Ersten Weltkrieg war er bei der Artillerie und wurde schwer verwundet- er verlor ein Auge und sein linker Arm wurde behindert. Er wurde mit dem Croix de Guerre (mit Palmen), als Ritter der Ehrenlegion und mit dem Military Cross ausgezeichnet. 1902 bis 1929 war er beim Geological Survey. Von 1929 bis 1937 war er Professor an der Universität Glasgow und von 1937 bis 1945 Direktor des Geological Survey. Er befasste sich mit der geologischen Kartierung der schottischen Highlands, besonders der Gegend von Argyll.
1948 erhielt er die Wollaston-Medaille. 1920 wurde er zum Fellow der Royal Society of Edinburgh gewählt. 1930 wurde er Fellow der Royal Society, deren Royal Medal er 1943 erhielt. 1944 wurde Bailey in die National Academy of Sciences und 1945 in die Königliche Akademie der Wissenschaften und Schönen Künste von Belgien gewählt. Er war Ehrenmitglied der Geologischen Vereinigung. 1946 erhielt er einen Ehrendoktor (LLD) in Glasgow. 1945 wurde er als Knight Bachelor geadelt. Er wurde im Golders Green Crematorium in London eingeäschert, wo sich auch seine Asche befindet.